# Sobhi Girgis
Sobhi Girgis (en árabe صبحى جرج) es un pintor y escultor egipcio
Ganador del Premio Estatal de las Artes, fue galardonado con la Medalla de la Bienal Internacional del Deporte en las artes en España en 1973, y el primer premio (para la categoría de escultura) de la Bienal de Alejandría en su XVIII edición y Premio del Jurado en la V Bienal Internacional de El Cairo en 1994.
Sobhi Girgis estudió arte en Italia , donde obtuvo un diploma en la Academia de Bellas Artes de Florencia en 1964, donde fue influido notablemente por la obra de Henry Moore .
Es profesor de escultura en la Facultad de Bellas Artes de El Cairo.